# Ochogona condylocoxa
Ochogona condylocoxa är en mångfotingart som först beskrevs av Carl Graf Attems 1899.  Ochogona condylocoxa ingår i släktet Ochogona och familjen knöldubbelfotingar. Inga underarter finns listade i Catalogue of Life.